# Аденский погром 1947 года

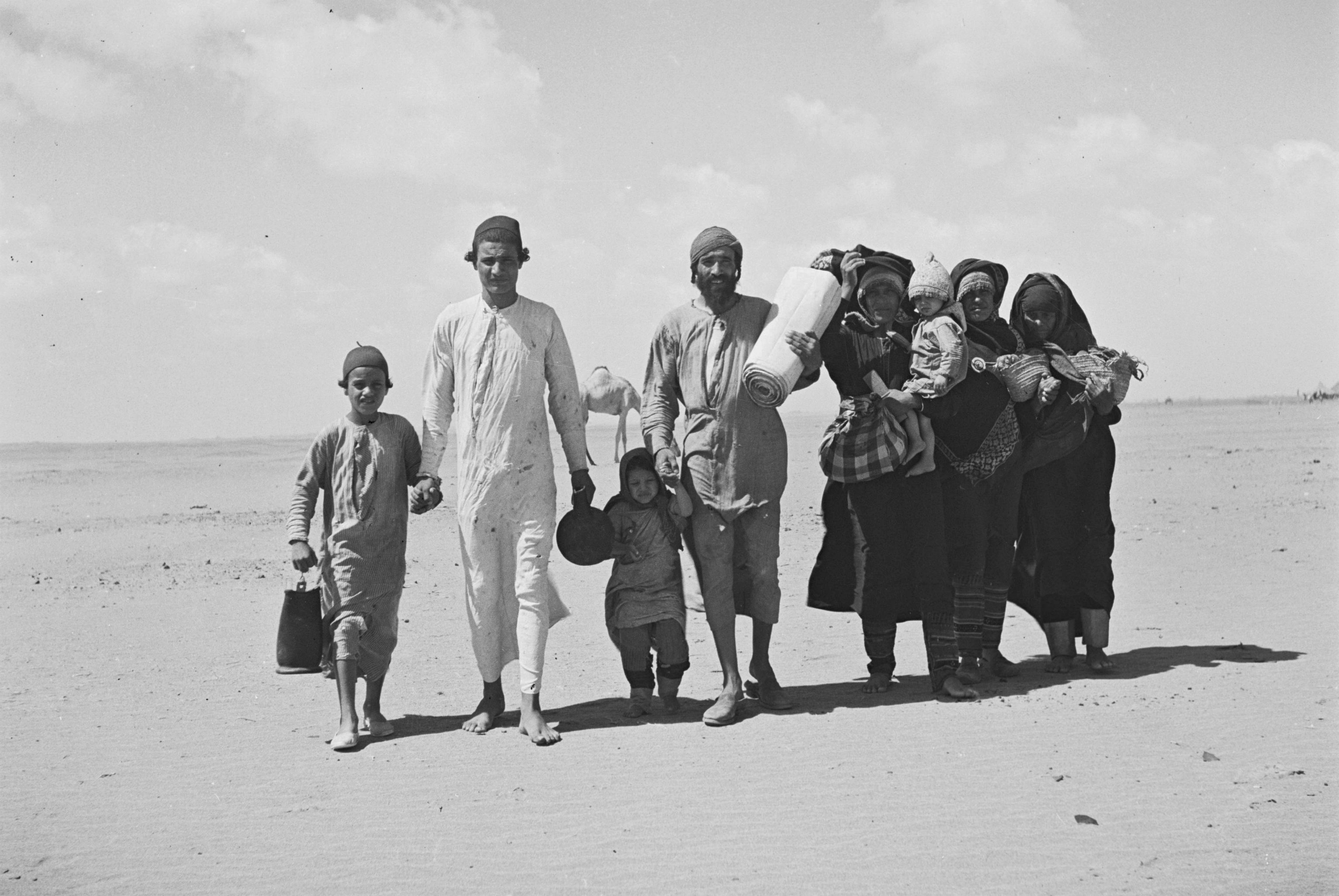
Семья йеменских евреев в Адене направляющаяся к пункту отправки.

Аденский погром 1947 года — еврейский погром в г. Аден, административном центре британского протектората Аден (ныне южная часть Йемена), в ходе которого, по официальным данным, было убито 82 человека. Стал катализатором массового отъезда йеменских евреев в Израиль.

## Предыстория
К середине XX века в Адене проживало несколько сот евреев. В 1930-е годы происходили случаи насилия на религиозной почве — самым крупным из них был небольшой бунт 1932 года. В 1933 году в Адене произошли нападения на евреев, когда ряд евреев были забросаны камнями или получили ножевые ранения. В 1948 году в Йемене проживало 55 000 евреев, а в Британской колонии Аден 8 000 евреев.

## Погром
После решения ООН от 29 ноября 1947 о создании Еврейского государства в Стране Израиля во многих странах, в том числе в Адене, арабы начали нападать на евреев. Аденские антиеврейские эксцессы переросли в кровавый погром. Был распущен слух, что евреи якобы убили двух местных девочек.
На деле, 2 декабря 1947 года арабские погромщики убили 82 еврея и ранили 76, сожгли 4 синагоги, уничтожили и разграбили 220 домов, полностью разграбили 106 магазинов и лавок из 170 принадлежавших евреям.
Британское присутствие в протекторате Аден было формальным. Британских войск там не было. Еврейское население рассчитывало на защиту со стороны Аденского ополчения однако ополченцы, в основном состоявшие из арабов, сами открыли по евреям огонь.

## Последствия

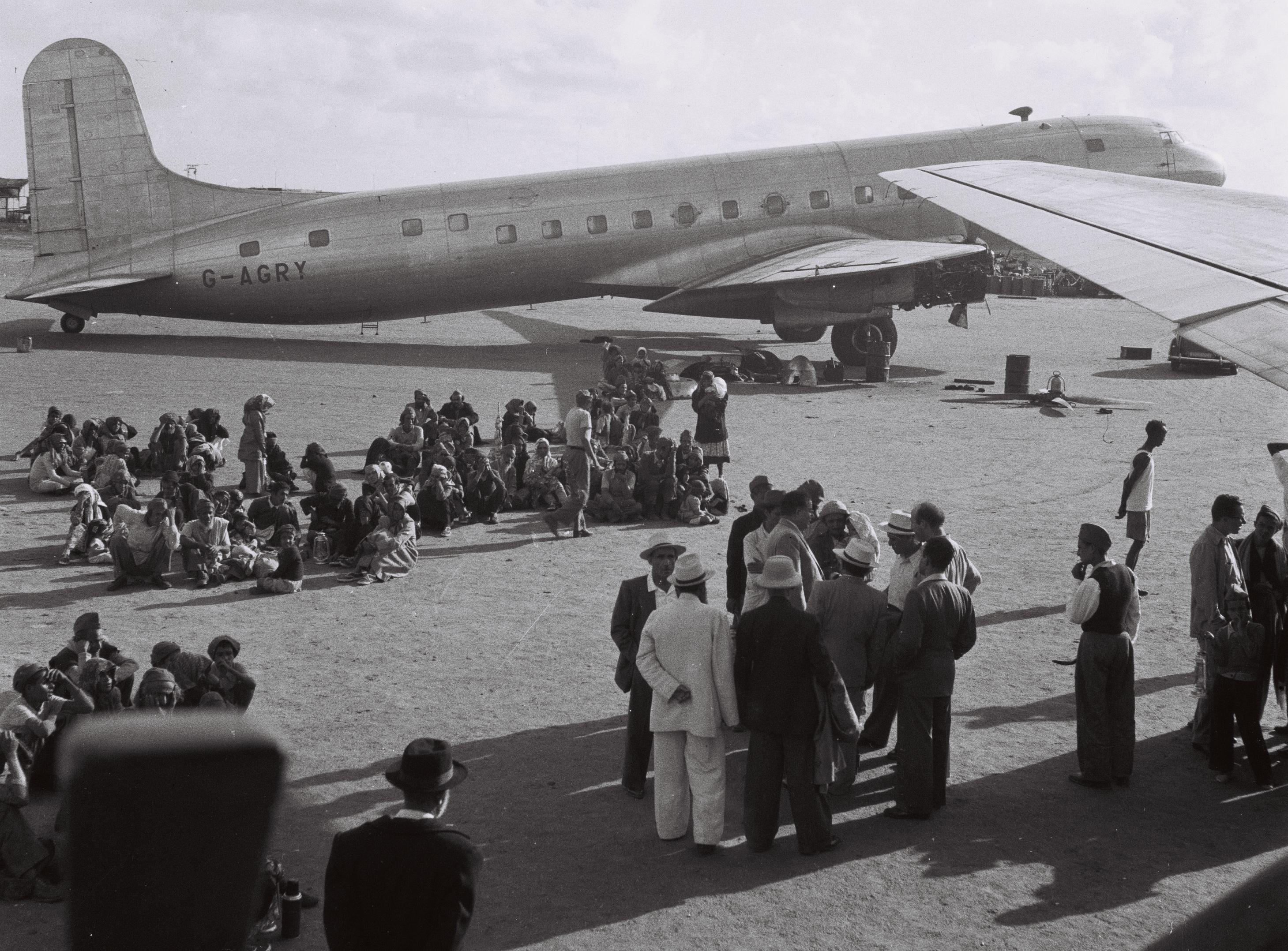
Йеменские евреи ожидающие посадки на самолёт для вылета в Израиль. Аден, Йемен. 1 ноября 1949 года.

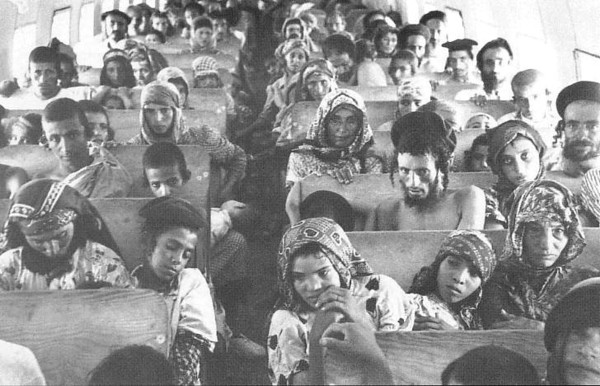
Репатриация евреев Йемена на самолёте в ходе операции «Волшебный ковёр».

В результате погрома положение евреев Адена в частности и Йемена в целом стало невыносимым. В ответ на притеснения Израиль осуществил эвакуацию практически всей еврейской общины страны в период с июня 1949 по сентябрь 1950 года в ходе «операции ковёр-самолёт».
Окончательно еврейская община Йемена исчезла в 1967 году, вскоре после Шестидневной войны, когда новые погромы вынудили британские власти осуществить эвакуацию оставшихся евреев.